# Adam Resurrected
Adam Resurrected  è un film del 2008 diretto da Paul Schrader. Il film, interpretato da Jeff Goldblum e Willem Dafoe, è un adattamento dell'omonimo romanzo di Yoram Kaniuk, pubblicato in Israele nel 1968.

## Trama
Primi anni '60. Dopo essere stato un clown e uomo di spettacolo durante la Seconda Guerra Mondiale, Adam Stein (Jeff Goldblum) è ora il paziente di un centro psichiatrico situato nel deserto israeliano e interamente dedicato ai sopravvissuti all'Olocausto. Profondamente segnato dalla traumatica esperienza del conflitto bellico, Adam vive nell'angoscioso ricordo di un passato segnato dalla sopraffazione e dalla follia delle persecuzioni naziste. La sua sanità mentale sembra seriamente compromessa.

## Distribuzione
Dopo essere stato presentato a vari festival cinematografici internazionali (come il Telluride Film Festival, il Toronto International Film Festival, il Mill Valley Film Festival, l'American Film Institute, il Haifa Film Festival, il Valladolid Film Festival, il Palm Springs International Film Festival e il London Jewish Film Festival), il film è stato distribuito nelle sale il 12 dicembre 2008 negli Stati Uniti e il 19 gennaio 2009 in Germania. In Italia, invece, è uscito il 27 gennaio 2010.

## Accoglienza
Il film ha ricevuto un'accoglienza mista da parte della critica statunitense. L'aggregatore di recensioni Rotten Tomatoes riporta un indice di gradimento del 35% basato su 37 recensioni, con un voto medio di 5.2/10. Il commento del sito recita: "Una storia così inusuale avrebbe potuto dar vita a un avvincente dramma, ma Adam Resurrected soffre di una confusione narrativa e di una freddezza emotiva al suo interno".